# Broahjelmen
Broahjelmen er en dekoreret hjelm udført i jern fra vendeltiden (ca. 540–790). Den blev fundet i 1904 i en brandgrav i Broa på den svenske ø Gotland, hvor den lå sammen med andre genstrande inklusive fragmenter af skjolde, våben, hovedtøj og spillebrikker. Da den kun er bevaret i mange mindre fragmenter er det kun muligt at lave en ukomplet rekonstruktion af hjelmen, men den tyder på at have været et eksempel på en "crested" hjelm (med en kam på toppen), som var udbredte i England og Skandinavien fra 500- til 1000-tallet.
I 1969 forsøgte man at lave en fuld rekonstruktion, der viste at den muligvis var en halvkugle med øjenbryn og næsebeskyttelse; dele af metal var gjort fast til et bånd omkring bunden, der sandsynligvis har været brugt til kindbeskyttelse eller et stykke til at beskytte halsen. Næsebeskyttelsen var dekoreret med ornamenteret bronze og øjenbryn-stykket, der er bevaret i sin fulde størrelse, havde indlagte stykker af metal som sølv. Hjelmen synes at være af samme type som den samtidige Vendel XIV-hjelm.
Hjelmen er svær at datere alene, men stilen og typen af gravgaver, som den blev fundet sammen med, tyder på at den stammer far anden halvdel af 600-tallet. Dette er også konsistent med Vendel XIV-graven, der bliver dateret til mellem 520-625, og deler flere ting med Broa-graven. Øjenbryns-fragmentet minder om Lokrume hjelmfragmentet.

## Galleri
- Øjebryn
- Kindbeskyttelse
- Næstebeskyttelse
- Top
- Hængsel
- Muligt stykke fra næsebåndet